# لورنس بيرد
'لورانس آرثر بيرد (يُطلق عليه أحيانًا "لورانس"؛ 1 يونيو 1863 - 12 أبريل 1931)، كان مدرسًا في مدرسة عامة بريطانية، وخبيرًا في أعمال نيكولو مكيافيلي، كما كان معروفًا أيضًا بأنهُ من هواة جمع الطوابع.

## التعليم والطموح
تلقى بيرد تعليمه في كلية كليفتون على يد الدكتور بيرسيفال، ثم التحق بكلية باليول بجامعة أكسفورد. حصل على درجة بكالوريوس عام 1885، ودرجة الماجستير عام 1888. أمضى عامًا في السفر كمدرس لابن اللورد أكتون، وفي عام 1886 انضم إلى هيئة التدريس في مدرسة ريبتون، حيث بقي حتى تقاعده عام 1923، ليصبح أستاذًا للصف السادس الكلاسيكي. ملأ مكتبة المدرسة، من الصفر تقريبًا، مما جعلها واحدة من أفضل المكتبات في البلاد، ولا يزال مبنى مكتبة ريبتون يُعرف باسم مكتبة برد.
ظل بيرد باحثًا تاريخيًا نشطًا طوال مسيرته التدريسية. كان زميلًا في الجمعية التاريخية الملكية، وأصدر طبعة جديدة منقحة من كتاب مكيافيلي "الأمير" (1891)، والذي نال إشادة كبيرة في مجلة "المراجعة التاريخية الإنجليزية"، ووصف بأنه لم يترك شيئًا مما هو مرغوب فيه. كما كتب الفصل الخاص بـ "فلورنسا وماكيافيلي" في كتاب اللورد أكتون تاريخ كامبريدج الحديث (المجلد 1، 1902).
علّقت صحيفة التايمز، في نعيها لبورد، قائلةً إنه كان "رجلاً متعدد الهوايات - صيد السمك، والتشيلو، وجمع الطوابع، وركوب الدراجات، وتصوير البورتريه - لكنه مارسها واحدة تلو الأخرى حتى حقق النجاح في كل منها".
في مجال هواية جمع الطوابع، تخصص بورد في طوابع وبريد بريطانيا العظمى في بداياتها، وخاصةً في البريد ما قبل طابع البريد ذاتي اللصق. كان من أوائل طلاب الطلاء، وكان واحدًا من مجموعة صغيرة من هواة جمع الطوابع المتفانين الذين نجحوا في طلاء طابع بيني بلاك. في عام 1922، استذكر في مجلة "ذا لندن فيتاليست" المهمة التي قال عنها: "لا بد أنها بدت لمعظم المراقبين مشروعًا رؤيويًا، مهمةً فرضها على أنفسهم مثاليون دونكيشوتيون، لا تقبل استنتاجاتهم التحقق ولا الدحض". وصف طبيعة العمل المضنية قائلاً: "عامًا بعد عام، كان العمل يُنجز بصبر ومنهجية وحذر: فُككت الحيرة، ونُبذت الفرضيات أو أُكدت، حتى تحقق الهدف أخيرًا، مع مرور الوقت: أُنجزت مهمةٌ جسيمةٌ جدًا لا يستطيع عقلٌ واحدٌ استيعابها". بيعت مجموعته المكونة من 8000 قطعة من فئة "بيني بلاك"، كلٌ منها "مُصنّفة ومفهرسة علميًا"، إلى تاجر الطوابع تشارلز نيسن عام 1919.
كان بيرد عضوًا في الجمعية الملكية لهواة جمع الطوابع في لندن منذ عام 1918، ووقّع على قائمة رابطة هواة جمع الطوابع المتميزين عام 1924.